# 凤翔高架桥
31°35′52″N 120°16′15″E / 31.59778°N 120.27071°E
凤翔高架桥，又称凤翔大桥，位于中华人民共和国江苏省无锡市梁溪区，是一架跨京杭大运河大桥。

## 特点
凤翔高架桥北接凤翔路，跨越运河后向南连接惠山隧道。2008年合拢。无锡地铁3号线规划，经凤翔高架路口东南侧与无锡地铁4号线换乘。